# Kerigomnia
Kerigomnia é um género botânico pertencente à família das orquídeas (Orchidaceae).